# 행정대집행법
행정대집행법(行政代執行法)은 소유자가 가진 행정법 상의 의무를 이행하지 않는 것이 공익에 반하는 경우, 행정청이 직접 또는 제3자를 통해 그 의무를 이행하거나 이행된 것과 동일하게 하는 행정상 강제집행에 관한 일반법(一般法)이다. 대한민국에서는 1954년에 제정되었으며, 일본의 법률 제43호인 행정대집행법과 그 내용이 거의 유사하다. 총 9조로 이루어져있다.

## 계고와 영장
행정기관이 대집행(代執行)을 실행하기 전에는 이행기간을 정하여 기한 내에 이행치 않으면 대집행한다는 뜻의 계고(戒告) 뒤에, 책임자의 이름과 시기, 대집행 비용의 견적액을 담은 대집행영장을 미리 문서로 통지해야 한다. 하지만 비상시나 위험이 절박한 경우에는 이런 과정 없이 대집행을 실행할 수 있다. (제3조)

## 대집행의 실행
대집행의 실행 중에 집행책임자는 책임자임을 표시하는 증표를 휴대하고, 이해관계인에 제시해야 한다. (제4조)

## 대집행 비용 징수
대집행에 지출된 비용을 그 의무자에게 납부하도록 하게 해야한다. (제5조) 대한민국의 행정대집행법에서는 일본의 법과 달리 대집행에 관하여 불복이 있는 자는 행정심판 또는 행정소송(行政訴訟)을 제기할 수 있다고 명시해두었다.